# 吉村傭
吉村傭（日语：／ Yoshimura Yō，1954年7月10日—1991年11月27日），日本男演員、配音員。本名、舊藝名：吉村 傭（日文讀音相同）。從屬於劇團青年座。出身於京都府。身高164cm。

## 生平
吉村傭自出道以來，大多在海外電影幫配角進行日語配音，但是從1987年電視動畫《之後頓珍漢》開始，他才第一次獲得主演配音的機會。
《之後頓珍漢》漫畫的原作者遠藤幸一前往錄音室參觀時，因感受到吉村幫主角間抜作注入演技之表現，說了一句「抜作老師就出現在我眼前」作為給吉村的稱讚。並畫了一張吉村的似顏繪與間抜作合影的插圖作為紀念。
不只如此，吉村在之後的迪士尼動畫作品《小熊維尼》仍為主角小熊維尼進行日語配音。吉村死後，小熊維尼短篇動畫電影因主角維尼的配音全面由八代駿繼承。因此在《新小熊維尼》中，現在能聽到吉村配維尼聲音的只有第1集和16集。
暱稱，而這個暱稱源自於吉村他以前在幼教節目中，飾演跟暱稱相同的角色有6年的時間（從1979年參演到1985年）。
特長有講關西方言、唱歌。
1991年11月，因蛛網膜下腔出血症昏迷住進醫院，經過多次的緊急手術之後，病情依然沒有好轉。同年11月27日，在東京都的醫院死去，年僅37歲。

## 繼任
在吉村逝世後，配音員接任作品如下：
| 繼任     | 概要作品                        | 角色名                     | 備註                    |
| -------- | ------------------------------- | -------------------------- | ----------------------- |
| 村真人   | 《絕對無敵雷神王》              | 泰達、邪惡球               |                         |
| 緒方賢一 | 《絕對無敵雷神王》              | 邪惡球                     |                         |
| 梁田清之 | 《絕對無敵雷神王》              | 邪惡球                     | 超級機器人大戰系列      |
| 安西正弘 | 《亂馬½》                       | 貓魔鈴                     |                         |
| 福田信昭 | 《意甲小旋風》                  | 貝爾提尼                   |                         |
| 三矢雄二 | 《忍者龜 (1987年東京電視台版)》 | 米開朗基羅                 |                         |
| 菅原淳一 | 《迷你樂一通》                  | 寶貝豬                     |                         |
| 立壁和也 | 《押忍!! 空手部》               | 加馬田稻作                 |                         |
| 八代駿   | 《小熊維尼》                    | 小熊維尼                   | 第2代（1991年－2003年） |
| 龜山助清 | 《小熊維尼》                    | 小熊維尼                   | 第3代（2003年－2013年） |
| 鹿糠光明 | 《小熊維尼》                    | 小熊維尼                   | 第4代（2013年－）       |
| 赤柾之   | 《時光大盜》                    | 操弄木偶的人               |                         |
| 關俊彥   | 《新黑色推銷員》                | 木原志佐雄（「溫泉奇行」） |                         |

## 演出
粗體字表示主要角色。

### 電視劇
NHK
- 花神（日语：花神 (NHK大河ドラマ)）－松浦龜太郎
- 小職員週記－塚田

朝日電視台
- 對準槍口（日语：胸キュン刑事）－少女隊經理
- 新紀實昭和電視劇 松本清張的緊急事件（日语：ニュードキュメンタリードラマ昭和 松本清張事件にせまる） 第22回「三億圓事件的犯人是？」

日本電視台
- 吸血鬼為何（日语：なぜか、ドラキュラ）
- 週二懸疑劇場「淺見光彥推理（日语：浅見光彦ミステリー）8 琵琶湖周航殺人歌」
- 週四黃金劇場（日语：木曜ゴールデンドラマ）「冷血 -戰後最大的殺人鬼-」（讀賣電視台）
- 外科醫生有森犽子（日语：外科医有森冴子#パート1）第1話

富士電視台
- 江戶旋風（日语：江戸の旋風）II（1976年，與東寶共同製作）
- 夫婦旅行日記 再見浪人（日语：夫婦旅日記 さらば浪人） 第19話（1976年，與勝Pro共同製作）
- 第3話（與東映共同製作）－漢堡店店員
- 魔法少女中華伊珀妮瑪！ 第8話（與東映共同製作）

### 電視動畫
1980年
- 漫畫山田君（日语：おじゃまんが山田くん）（福田）

1986年
- 機動戰士鋼彈ZZ（主任）

1987年
- 之後頓珍漢（日语：ついでにとんちんかん）（間抜作）
- 天威勇士 克羅諾斯的大逆襲（麥格納洛克）

1988年
- 極速悍將（日语：F (漫画)）（安田）
- 魔神英雄傳（德布爾）
- 妙手小廚師（菊池）

1989年
- 寶馬神童（日语：青いブリンク）（薩奇）
- 機動警察（劫機犯貓渡）
- 新格林名作劇場（次男、烏鴉）
- 魔動王Granzort（助理導演）
- 亂馬½ 熱鬥篇（貓魔鈴〈初代〉）
- 黑色推銷員（木原志佐雄）

1990年
- NG騎士檸檬汽水&40（校長）
- 快樂的嚕嚕米一家（艾德蒙）
- 魔神英雄傳2（ポシェット）
- 夠了！阿太郎 (1990年版)（日语：もーれつア太郎）（豬松）
- 至尊勇者（恐龍城堡、寬先生〈代替〉）

1991年
- 絕對無敵雷神王（泰達〈初代〉、邪惡球〈初代〉[5]）
- 快樂的嚕嚕米一家 冒險日記（托瑪斯）
- （的父親）
- 意甲小旋風（日语：燃えろ!トップストライカー）（貝爾提尼〈初代〉）

### 電影動畫
1991年
- 亂馬½：中國寢崑崙大決戰！規則無視的激鬥篇!!（日语：らんま1/2 中国寝崑崙大決戦! 掟やぶりの激闘篇!!）（惠比天）

### OVA
1989年
- 機動警察（大叔）
- 戰神松吾郎（日语：おがみ松吾郎）

1990年
- 押忍!! 空手部（日语：押忍!!空手部）（加馬田稻作）
- 新空手道地獄變（日语：新カラテ地獄変）（男）

1991年
- 摩羯座（日语：カプリコン）
- 有閑俱樂部 狗貓完整HOW麻吉（劍菱萬作）
- 夢枕獏 暮色劇場 深山幻想譚（日语：夢枕獏 とわいらいと劇場）（男）

1992年
- 有閑俱樂部 來自香港的愛（劍菱萬作）

### 廣播劇CD
- 絕對無敵雷神王 唱歌吧地球防衛組！（泰達）[注 4]
  - 地球防衛組應援歌Ver.II 勁敵應援歌 邪惡帝國VS地球防衛組

### 外語配音

#### 電影
- 黑心鬼（官員）
- 漢堡高地（Ray Motown〈Michael Boatman〉）
- 龍哥你好嘢（英语：Oscar (1991 film)）（Connie〈Chazz Palminteri〉）
- 瘋狂肥寶綜藝秀（刺蝟Robert〈Mark Hadlow〉）
- 赤色黎明（Robert Morris〈C·托馬斯·豪威爾〉）※TBS版。
- 少林寺（龜空）※日本電視台版。
- 伴我同行（Richard "Eyeball" Chambers〈Bradley Gregg〉）※富士電視台版[注 5]。
- 忍者龜II（英语：Teenage Mutant Ninja Turtles II: The Secret of the Ooze）（多那太羅）
- 時光大盜（操弄木偶的人）
- 捍衛戰士 ※富士電視台版。

#### 電視影集
- 天龍特攻隊

#### 動畫
- 小熊維尼系列（小熊維尼〈初代〉）
  - 小熊維尼與跳跳虎
  - 小熊維尼屹耳的一天
  - 新小熊維尼（英语：The New Adventures of Winnie the Pooh） ※VHS版。
- 迷你樂一通（寶貝豬〈初代〉）
- 忍者龜 (1987年東京電視台版)（米開朗基羅〈初代〉）

### 廣告
- HOTEI FOODS CORPORATION（日语：ホテイフーズコーポレーション）（烤雞串罐頭）
- POPY（日语：ポピー (玩具メーカー)）「早安史奴比」（旁白，1977年）

### 電視節目
- （NHK教育）

## 腳註